# Emmanuel Biron
Emmanuel Biron (Lyon, 29 juli 1988) is een Franse atleet met als specialisatie de sprintnummers.

## Loopbaan
In 2009 behaalde Biron op de 4 x 100 m estafette de zilveren medaille op de Europese kampioenschappen voor atleten onder 23 jaar. 
In 2012 werd hij zesde op de 60 m tijdens de wereldindoorkampioenschappen in Istanboel en behaalde hij brons op de 4 x 100 m estafette op de Europese kampioenschappen in Helsinki. Een jaar later werd hij kampioen op de 100 m op de Middellandse Zeespelen. Datzelfde jaar won hij de 100 op de Jeux de la Francophonie.
Biron was lid van het Franse 4 x 100 m estafetteteam bij de WK in Moskou. Onder andere door een blessure van Christophe Lemaitre was het team niet erg succesvol: ze werden als 17e in de series uitgeschakeld met een tijd van 38,97 s.

## Titels
- Middellandse Zeespelen kampioen 100 m - 2013
- Jeux de la Francophonie kampioen 100 m - 2013

## Persoonlijke records
Outdoor
| Onderdeel    | Prestatie | Datum        | Plaats        |
| ------------ | --------- | ------------ | ------------- |
| 100 m        | 10,17 s   | 17 juli 2015 | Monaco        |
| 400 m        | 50,86 s   | 4 mei 2008   | Vénissieux    |
| hoogspringen | 2,00 m    | 4 juni 2004  | Pierre-Bénite |
| verspringen  | 7,88 m    | 23 mei 2010  | Vénissieux    |

Indoor
| Onderdeel | Prestatie | Datum        | Plaats   |
| --------- | --------- | ------------ | -------- |
| 60 m      | 6,63 s    | 2 maart 2013 | Göteborg |

## Palmares

### 60 m
- 2012: 6e WK indoor - 6,63 s

### 100 m
- 2013:  Middellandse Zeespelen - 10,22 s
- 2013:  Jeux de la Francophonie - 10,41 s

### 4 x 100 m
- 2009:  EK U23 - 39,26 s
- 2012:  EK - 38,46 s
- 2013:  Jeux de la Francophonie - 39,36 s
- 2013: 17e in series WK - 38,97 s
- 2015: 5e WK - 38,23 s